# Catedral de Norwich
No confundir con la Catedral de San Juan Bautista de Norwich, de culto católico.
La catedral de Norwich es un templo del culto anglicano de Inglaterra ubicado en Norwich, condado de Norfolk, y consagrado a la Santísima e Indivisible Trinidad. Es la sede catedralicia de la Diócesis de Norwich de la Iglesia de Inglaterra y uno de los doce lugares del patrimonio más destacados de la ciudad. 
Las obras de la catedral comenzaron en 1096 usando piedra y mortero, mientras que la fachada se cubrió con piedra caliza de Caen de color crema. El espacio del nuevo templo se creó con el derribo de un asentamiento anglosajón y de dos iglesias. La catedral se completó en 1145 con la torre normanda que todavía hoy se puede contemplar coronada por una aguja de madera recubierta con planchas de plomo. Durante su larga historia ha sufrido daños y necesitado reconstrucciones profundas de su parte este y en el chapitel, que fue rehecho de piedra en 1480.
Su gran claustro, que es el segundo más grande Inglaterra tras el de la catedral de Salisbury, tiene alrededor de mil relieves, cientos de ellos policromados. Los terrenos de la catedral están entre los más extensos del país y en ellos residen más personas que en ninguna otra propiedad catedralicia de Inglaterra. El chapitel del templo mide 96 m de altura, el segundo más alto de Inglaterra a pesar de que ha sido reconstruido varias veces, como en 1169, cuando el impacto de un rayo lo destruyó solo 23 meses después de ser terminado y provocó un incendio en el templo. Con sus 141 m de longitud, que llegan hasta 177 m con los transeptos, en el momento de su finalización esta catedral era el edificio más grande de la región de Anglia Oriental.

## Galería de imágenes

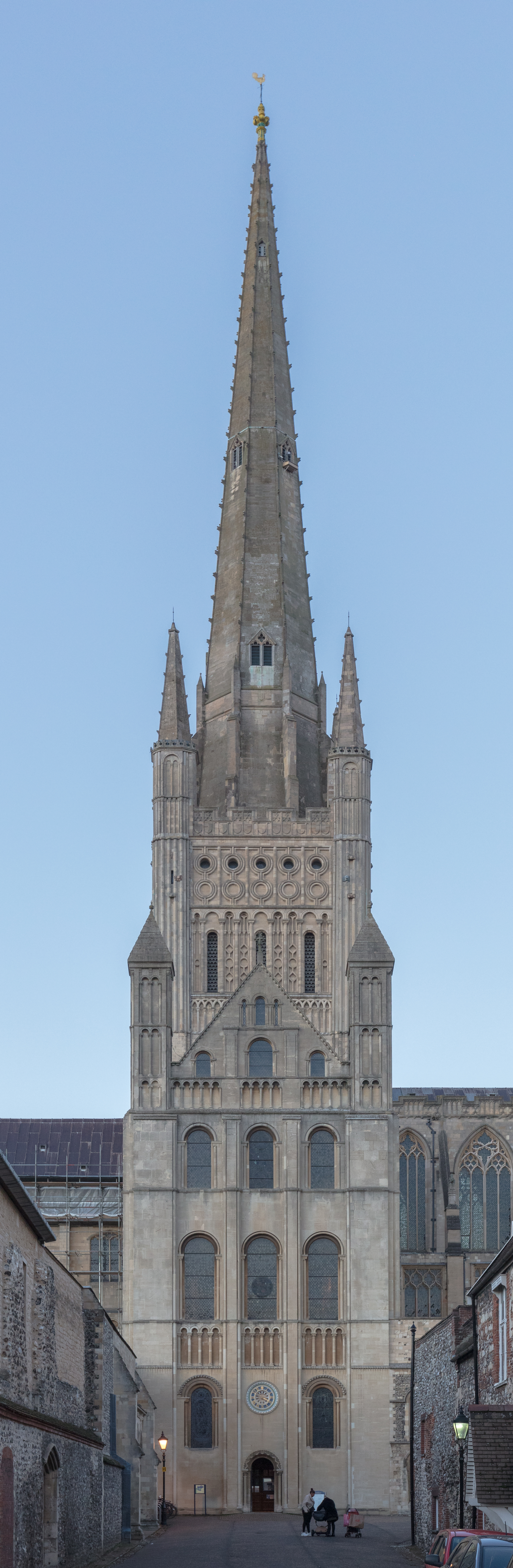
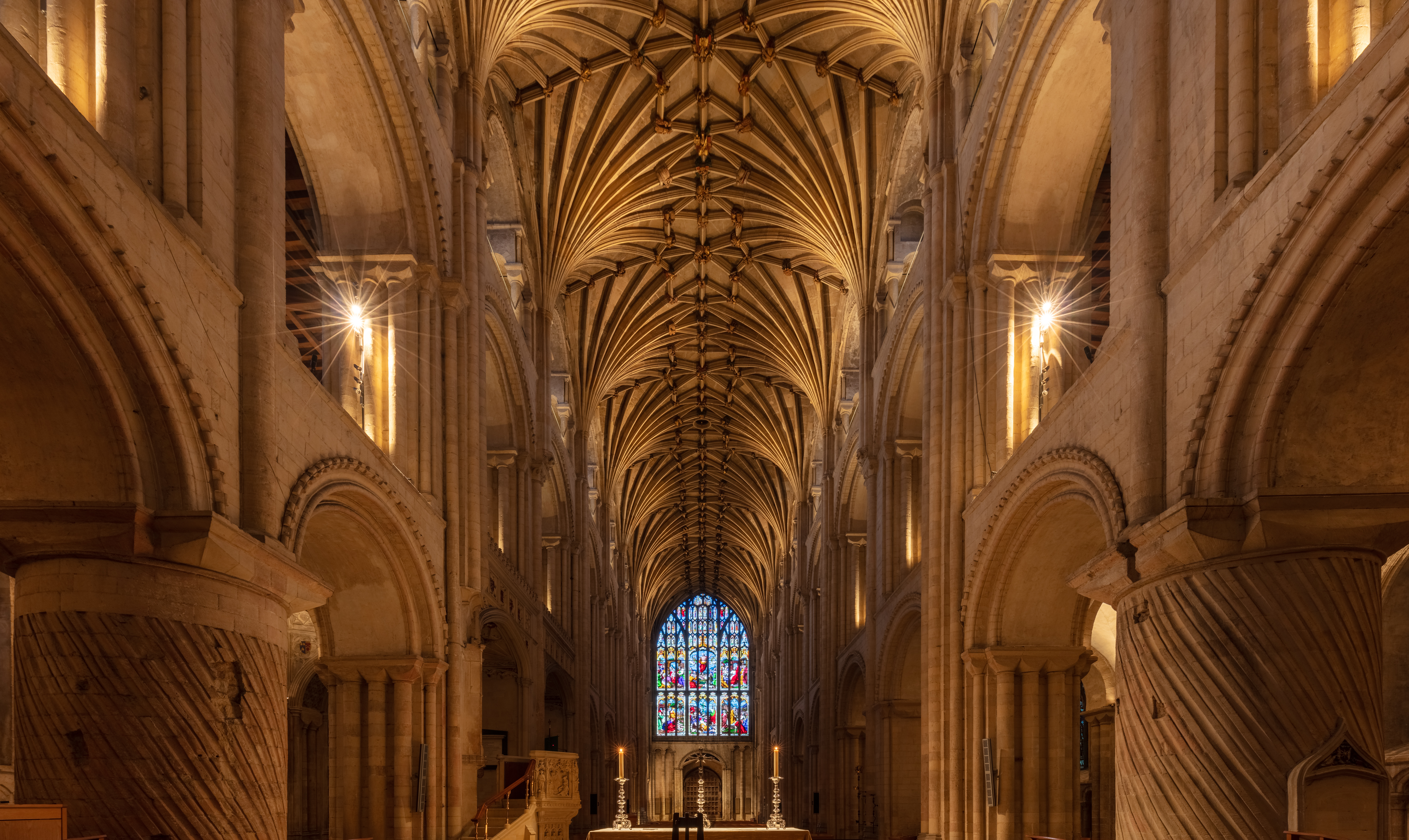
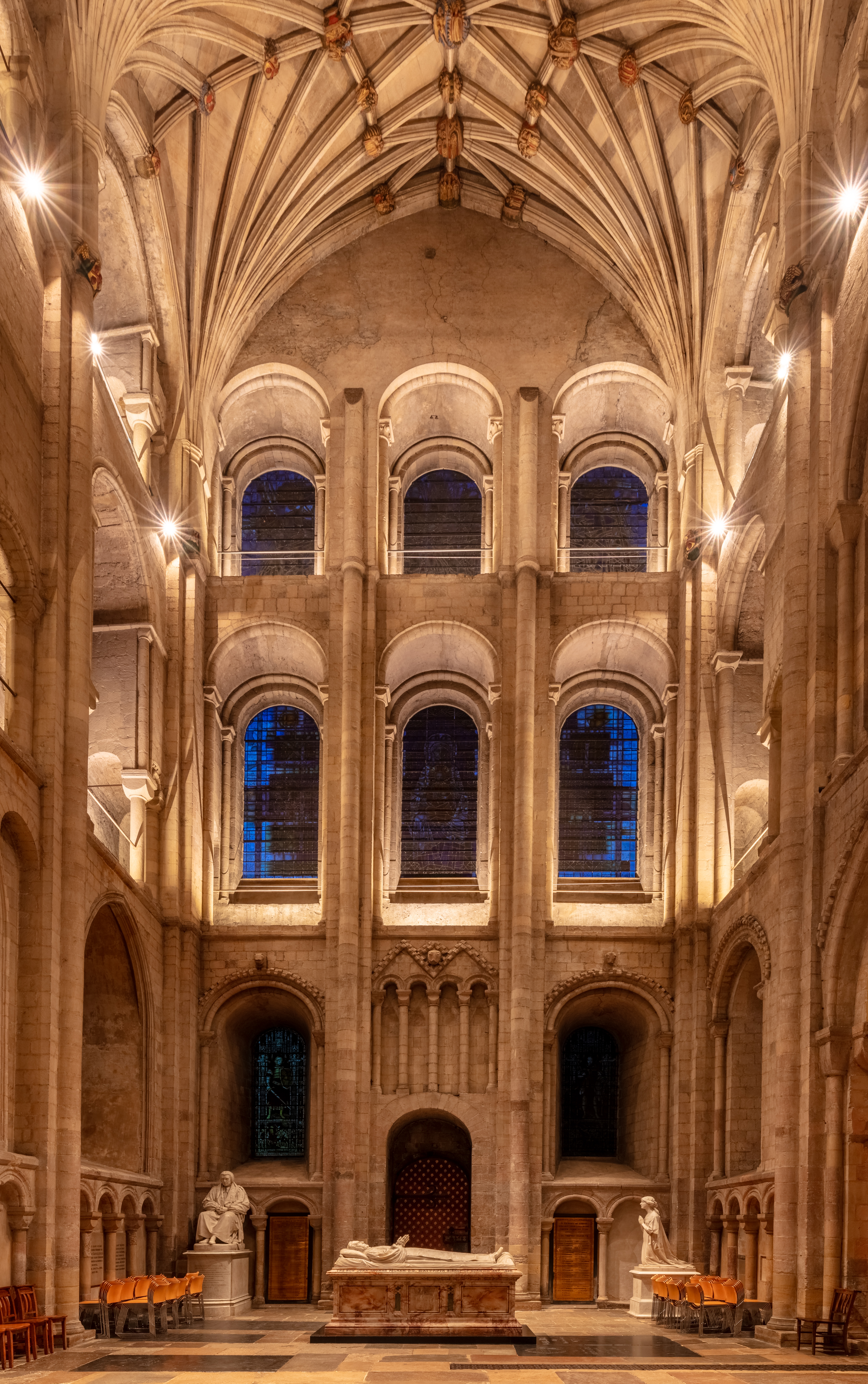
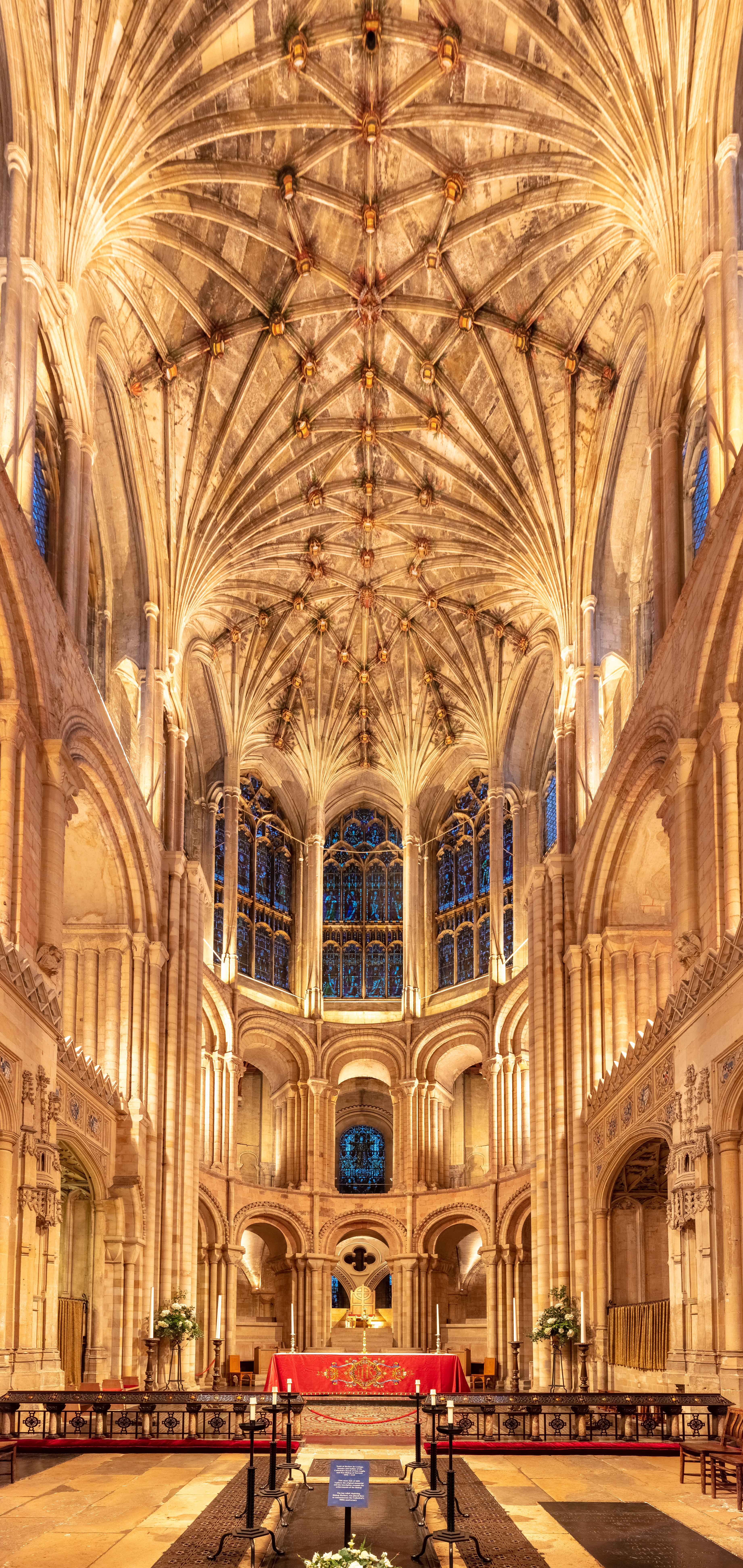